# Объект Хога
Объект Хога — кольцеобразная галактика в созвездии Змеи. Названа в честь открывателя — Артура Хога.

## Общие сведения
Расстояние до Земли составляет около 600 млн световых лет. В центре галактики находится скопление из относительно старых звёзд жёлтого цвета. Оно окружено практически правильным кольцом из звёзд более молодых, имеющих голубой оттенок. Диаметр галактики — около 100 тысяч световых лет.

## История
Эту галактику открыл в 1950 году Артур Хог. Изначально он считал её планетарной туманностью. Впоследствии Хог решил, что объект — галактика, но также допускал, что ядро и кольцо вокруг него могут быть никак не связаны между собой (кажутся расположенными рядом).
Объект был первой открытой кольцеобразной галактикой. Не существует единого мнения о процессах их формирования. Согласно одной из гипотез, они образовались в результате прохождения одной галактики сквозь диск другой.
Между ядром и кольцом объекта Хога видна ещё одна кольцеобразная галактика (более далёкая). Её обозначение — SDSS J151713.93+213516.8.